# 路德維克二世 (布熱格)
路德維克二世（波蘭語：Ludwik II brzeski，約1382年—1436年5月30日），布熱格公爵，亨里克七世的次子，1399年至1436年在位。

## 家庭
1418年，布蘭登堡選侯腓特烈一世的女兒伊莉莎白結婚，兩人共有兩個女兒：
1. 瑪格達列娜（—1497年），與奧波列的米科瓦伊一世結婚
2. 雅德薇加（—1471年），與盧賓公爵揚一世結婚